# Caribbean Cup 2014 (kwalificaties)
De kwalificaties van de Caribbean Cup 2014 werden tussen mei en oktober 2014 gehouden. Van de 31 leden van de Caraïbische Voetbalunie (CFU) waren Cuba (als titelhouder) en Jamaica (als gastland) automatisch geplaatst voor de eindronde in november dat jaar. Vijf landen (de Bahama's, Bermuda, de Kaaimaneilanden, Sint-Maarten en Sint Maarten) namen niet deel aan de kwalificaties, de overige 24 landen wel.

## Deelnemers
| Ronde                      | Landen | Aantal landen |
| -------------------------- | --- | ------------- |
| Geen deelname              | - Bahama's - Bermuda - Kaaimaneilanden - Sint-Maarten - Sint Maarten | 5             |
| Starten in de Voorronde    | - Aruba - Bonaire - Britse Maagdeneilanden - Frans-Guyana - Montserrat - Turks- en Caicoseilanden - Amerikaanse Maagdeneilanden                                                                                         | 7             |
| Starten in de Eerste Ronde | - Anguilla - Antigua en Barbuda - Barbados - Curaçao - Dominica - Dominicaanse Republiek - Grenada - Guyana - Martinique - Puerto Rico - Saint Lucia - Saint Kitts en Nevis - Saint Vincent en de Grenadines - Suriname | 14            |
| Starten in de Tweede Ronde | - Guadeloupe - Haïti (derde 2012) - Trinidad en Tobago (tweede 2012) | 3             |
| Starten in Eindronde       | - Cuba (winnaar 2012) - Jamaica (gastland) | 2             |

## Voorronde
Aan de voorrondes van het kwalificatietoernooi voor de Caribbean Cup deden 7 landen mee. Deze landen werden in twee groepen verdeeld en de twee groepswinnaars plaatsten zich voor de eerste ronde van het kwalificatietoernooi.

### Groep 1
| Land                        | Wed | Win | Gel | Ver | DV | DT | +/− | Ptn |                      |
| --------------------------- | --- | --- | --- | --- | -- | -- | --- | --- | -------------------- |
| Bonaire                     | 2   | 1   | 1   | 0   | 2  | 1  | +1  | 4   | Naar de eerste ronde |
| Montserrat                  | 2   | 1   | 1   | 0   | 1  | 0  | +1  | 4   |                      |
| Amerikaanse Maagdeneilanden | 2   | 0   | 0   | 2   | 1  | 3  | –2  | 0   |                      |

|                                              |             |       |                 |                                                                           |
| 30 mei 2014 «onderlinge duels» 19:00 (UTC−4) | Montserrat  | 1 – 0 | Am. Maagdeneil. | Blakes Estate Stadium, Lookout (Montserrat) Scheidsrechter: Bryan Willett |
| 30 mei 2014 «onderlinge duels» 19:00 (UTC−4) | Hodgson 54' |       |                 | Blakes Estate Stadium, Lookout (Montserrat) Scheidsrechter: Bryan Willett |

|                                              |                 |       |                          |                                                                             |
| 1 juni 2014 «onderlinge duels» 19:00 (UTC−4) | Am. Maagdeneil. | 1 – 2 | Bonaire                  | Blakes Estate Stadium, Lookout (Montserrat) Scheidsrechter: Vivian Robinson |
| 1 juni 2014 «onderlinge duels» 19:00 (UTC−4) | Taylor 87'      |       | 5' Seinpaal 10' Beaumont | Blakes Estate Stadium, Lookout (Montserrat) Scheidsrechter: Vivian Robinson |

|                                              |            |       |         |                                                                             |
| 3 juni 2014 «onderlinge duels» 19:00 (UTC−4) | Montserrat | 0 – 0 | Bonaire | Blakes Estate Stadium, Lookout (Montserrat) Scheidsrechter: Vivian Robinson |
| 3 juni 2014 «onderlinge duels» 19:00 (UTC−4) |            |       |         | Blakes Estate Stadium, Lookout (Montserrat) Scheidsrechter: Vivian Robinson |

### Groep 2
| Land                     | Wed | Win | Gel | Ver | DV | DT | +/− | Ptn |                      |
| ------------------------ | --- | --- | --- | --- | -- | -- | --- | --- | -------------------- |
| Frans-Guyana             | 3   | 3   | 0   | 0   | 14 | 0  | +14 | 9   | Naar de eerste ronde |
| Aruba                    | 3   | 2   | 1   | 0   | 8  | 2  | +6  | 6   |                      |
| Turks- en Caicoseilanden | 3   | 0   | 1   | 2   | 2  | 7  | –5  | 3   |                      |
| Britse Maagdeneilanden   | 3   | 0   | 0   | 3   | 0  | 15 | –15 | 0   |                      |

|                           |                                                                                |       |                        |                                                                    |
| 30 mei 2014 18:00 (UTC−4) | Frans-Guyana                                                                   | 6 – 0 | Britse Maagdeneilanden | Trinidad Stadion, Oranjestad (Aruba) Scheidsrechter: Sherwin Moore |
| 30 mei 2014 18:00 (UTC−4) | Soubervie 18' (pen.) Gab. Pigrée 50' Attoman 53' Awong 55' Solvi 81' Nalie 90' |       |                        | Trinidad Stadion, Oranjestad (Aruba) Scheidsrechter: Sherwin Moore |

|                                              |             |       |                          |                                                                        |
| 30 mei 2014 «onderlinge duels» 20:30 (UTC−4) | Aruba       | 1 – 0 | Turks- en Caicoseilanden | Trinidad Stadion, Oranjestad (Aruba) Scheidsrechter: Enrico Wijngaarde |
| 30 mei 2014 «onderlinge duels» 20:30 (UTC−4) | Linkers 28' |       |                          | Trinidad Stadion, Oranjestad (Aruba) Scheidsrechter: Enrico Wijngaarde |

|                           |                          |                                                            |              |                                                                       |
| 1 juni 2014 18:30 (UTC−4) | Turks- en Caicoseilanden | 0 – 6                                                      | Frans-Guyana | Trinidad Stadion, Oranjestad (Aruba) Scheidsrechter: Johannes Dolaini |
| 1 juni 2014 18:30 (UTC−4) |                          | 29', 48', 90' Gab. Pigrée 59', 62' Awong 83' (e.d.) Louima |              | Trinidad Stadion, Oranjestad (Aruba) Scheidsrechter: Johannes Dolaini |

|                                              |                                                                           |       |                        |                                                                  |
| 1 juni 2014 «onderlinge duels» 20:30 (UTC−4) | Aruba                                                                     | 7 – 0 | Britse Maagdeneilanden | Trinidad Stadion, Oranjestad (Aruba) Scheidsrechter: Neal Brizan |
| 1 juni 2014 «onderlinge duels» 20:30 (UTC−4) | Barradas 3' Kock 20' Raven 22', 52', 61' Cruden 85' Santos de Gouveia 90' |       |                        | Trinidad Stadion, Oranjestad (Aruba) Scheidsrechter: Neal Brizan |

|                                              |                        |                           |                          |                                                                    |
| 3 juni 2014 «onderlinge duels» 18:30 (UTC−4) | Britse Maagdeneilanden | 0 – 2                     | Turks- en Caicoseilanden | Trinidad Stadion, Oranjestad (Aruba) Scheidsrechter: Sherwin Moore |
| 3 juni 2014 «onderlinge duels» 18:30 (UTC−4) |                        | Fenellus 32' Derilien 52' |                          | Trinidad Stadion, Oranjestad (Aruba) Scheidsrechter: Sherwin Moore |

|                           |       |                              |              |                                                                        |
| 3 juni 2014 20:30 (UTC−4) | Aruba | 0 – 2                        | Frans-Guyana | Trinidad Stadion, Oranjestad (Aruba) Scheidsrechter: Enrico Wijngaarde |
| 3 juni 2014 20:30 (UTC−4) |       | Martinon 59' Gar. Pigrée 89' |              | Trinidad Stadion, Oranjestad (Aruba) Scheidsrechter: Enrico Wijngaarde |

## Eerste ronde
Aan de eerste ronde van het kwalificatietoernooi deden 16 landen mee; 14 landen stroomden in deze ronde in en Bonaire en Frans-Guyana plaatsten zich als groepswinnaars van de voorrondes. De nummers één en twee en de beste nummer drie uit deze ronde plaatsten zich voor de tweede ronde.

### Groep 3
| Land       | Wed | Win | Gel | Ver | DV | DT | +/− | Ptn |                      |
| ---------- | --- | --- | --- | --- | -- | -- | --- | --- | -------------------- |
| Martinique | 3   | 2   | 1   | 0   | 9  | 2  | +7  | 7   | Naar de tweede ronde |
| Barbados   | 3   | 1   | 1   | 1   | 7  | 5  | +2  | 4   | Naar de tweede ronde |
| Bonaire    | 3   | 1   | 0   | 2   | 4  | 12 | –8  | 3   |                      |
| Suriname   | 3   | 0   | 2   | 1   | 3  | 4  | –1  | 2   |                      |

|                                |             |       |             |                                                                                      |
| 3 september 2014 18:00 (UTC−4) | Barbados    | 1 – 1 | Suriname    | Stade d'Honneur de Dillon, Fort-de-France (Martinique) Scheidsrechter: Javier Santos |
| 3 september 2014 18:00 (UTC−4) | Burgess 69' |       | 80' Faerber | Stade d'Honneur de Dillon, Fort-de-France (Martinique) Scheidsrechter: Javier Santos |

|                                |                                                    |       |         |                                                                                         |
| 3 september 2014 20:00 (UTC−4) | Martinique                                         | 6 – 0 | Bonaire | Stade d'Honneur de Dillon, Fort-de-France (Martinique) Scheidsrechter: Walner Laventure |
| 3 september 2014 20:00 (UTC−4) | Germany 34', 50', 60' Coureur 75' Goron 80', 90+2' |       |         | Stade d'Honneur de Dillon, Fort-de-France (Martinique) Scheidsrechter: Walner Laventure |

|                                |                                            |       |                        |                                                                                      |
| 5 september 2014 18:00 (UTC−4) | Bonaire                                    | 3 – 2 | Suriname               | Stade d'Honneur de Dillon, Fort-de-France (Martinique) Scheidsrechter: Alain Georges |
| 5 september 2014 18:00 (UTC−4) | Pauletta 6' Seinpaal 12' Barzey 70' (pen.) |       | Cronie 80' (pen.), 82' | Stade d'Honneur de Dillon, Fort-de-France (Martinique) Scheidsrechter: Alain Georges |

|                                |                                        |       |                       |                                                                                         |
| 5 september 2014 20:00 (UTC−4) | Martinique                             | 3 – 2 | Barbados              | Stade d'Honneur de Dillon, Fort-de-France (Martinique) Scheidsrechter: William Anderson |
| 5 september 2014 20:00 (UTC−4) | Boyce 57' (e.d.) Germany 68' Goron 81' |       | 13' Morris 30' Joseph | Stade d'Honneur de Dillon, Fort-de-France (Martinique) Scheidsrechter: William Anderson |

|                                |                     |       |                                              |                                                                                      |
| 7 september 2014 16:00 (UTC−4) | Bonaire             | 1 – 4 | Barbados                                     | Stade d'Honneur de Dillon, Fort-de-France (Martinique) Scheidsrechter: Javier Santos |
| 7 september 2014 16:00 (UTC−4) | Seinpaal 90' (pen.) |       | 55' Boyce 67' Harewood 74' (pen.), 76' Harte | Stade d'Honneur de Dillon, Fort-de-France (Martinique) Scheidsrechter: Javier Santos |

|                                |            |       |          |                                                                                         |
| 7 september 2014 18:00 (UTC−4) | Martinique | 0 – 0 | Suriname | Stade d'Honneur de Dillon, Fort-de-France (Martinique) Scheidsrechter: William Anderson |
| 7 september 2014 18:00 (UTC−4) |            |       |          | Stade d'Honneur de Dillon, Fort-de-France (Martinique) Scheidsrechter: William Anderson |

### Groep 4
| Land         | Wed | Win | Gel | Ver | DV | DT | +/− | Ptn |                      |
| ------------ | --- | --- | --- | --- | -- | -- | --- | --- | -------------------- |
| Curaçao      | 3   | 1   | 2   | 0   | 4  | 3  | +1  | 5   | Naar de tweede ronde |
| Frans-Guyana | 3   | 1   | 2   | 0   | 3  | 2  | +1  | 5   | Naar de tweede ronde |
| Puerto Rico  | 3   | 0   | 2   | 1   | 5  | 6  | –1  | 2   |                      |
| Grenada      | 3   | 0   | 2   | 1   | 4  | 5  | –1  | 2   |                      |

|                                |              |       |           |                                                                                 |
| 3 september 2014 16:30 (UTC−4) | Frans-Guyana | 1 – 1 | Grenada   | Estadio Juan Ramón Loubriel, Bayamón (Puerto Rico) Scheidsrechter: Moeth Gaymes |
| 3 september 2014 16:30 (UTC−4) | Breleur 59'  |       | 58' James | Estadio Juan Ramón Loubriel, Bayamón (Puerto Rico) Scheidsrechter: Moeth Gaymes |

|                                                   |                 |       |                         |                                                                               |
| 3 september 2014 «onderlinge duels» 19:30 (UTC−4) | Puerto Rico     | 2 – 2 | Curaçao                 | Estadio Juan Ramón Loubriel, Bayamón (Puerto Rico) Scheidsrechter: Jhon Pitti |
| 3 september 2014 «onderlinge duels» 19:30 (UTC−4) | Marrero 7', 51' |       | 53' Rajcomar 82' Martis | Estadio Juan Ramón Loubriel, Bayamón (Puerto Rico) Scheidsrechter: Jhon Pitti |

|                                                   |                             |       |           |                                                                                 |
| 5 september 2014 «onderlinge duels» 16:30 (UTC−4) | Curaçao                     | 2 – 1 | Grenada   | Estadio Juan Ramón Loubriel, Bayamón (Puerto Rico) Scheidsrechter: Jafeth Perea |
| 5 september 2014 «onderlinge duels» 16:30 (UTC−4) | Rajcomar 57' Nepomuceno 62' |       | 4' Rennie | Estadio Juan Ramón Loubriel, Bayamón (Puerto Rico) Scheidsrechter: Jafeth Perea |

|                                |                  |       |                      |                                                                                    |
| 5 september 2014 19:30 (UTC−4) | Puerto Rico      | 1 – 2 | Frans-Guyana         | Estadio Juan Ramón Loubriel, Bayamón (Puerto Rico) Scheidsrechter: Edvin Jurisevic |
| 5 september 2014 19:30 (UTC−4) | Ramos 39' (pen.) |       | 60', 90' Gab. Pigrée | Estadio Juan Ramón Loubriel, Bayamón (Puerto Rico) Scheidsrechter: Edvin Jurisevic |

|                                |         |       |              |                                                                               |
| 7 september 2014 14:30 (UTC−4) | Curaçao | 0 – 0 | Frans-Guyana | Estadio Juan Ramón Loubriel, Bayamón (Puerto Rico) Scheidsrechter: Jhon Pitti |
| 7 september 2014 14:30 (UTC−4) |         |       |              | Estadio Juan Ramón Loubriel, Bayamón (Puerto Rico) Scheidsrechter: Jhon Pitti |

|                                                   |                        |       |                    |                                                                                 |
| 7 september 2014 «onderlinge duels» 17:30 (UTC−4) | Puerto Rico            | 2 – 2 | Grenada            | Estadio Juan Ramón Loubriel, Bayamón (Puerto Rico) Scheidsrechter: Moeth Gaymes |
| 7 september 2014 «onderlinge duels» 17:30 (UTC−4) | Ramos 29' Oikkonen 68' |       | 55' James 85' Bain | Estadio Juan Ramón Loubriel, Bayamón (Puerto Rico) Scheidsrechter: Moeth Gaymes |

Curaçao en Frans-Guyana geplaatst voor de Tweede ronde van het kwalificatietoernooi.

### Groep 5
| Land                           | Wed | Win | Gel | Ver | DV | DT | +/− | Ptn |                      |
| ------------------------------ | --- | --- | --- | --- | -- | -- | --- | --- | -------------------- |
| Antigua en Barbuda             | 3   | 3   | 0   | 0   | 10 | 2  | +8  | 9   | Naar de tweede ronde |
| Saint Vincent en de Grenadines | 3   | 2   | 0   | 1   | 6  | 2  | +4  | 6   | Naar de tweede ronde |
| Dominicaanse Republiek         | 3   | 1   | 0   | 2   | 11 | 3  | +8  | 3   | Naar de tweede ronde |
| Anguilla                       | 3   | 0   | 0   | 3   | 0  | 20 | –20 | 0   |                      |

|                                                   |                        |              |                                |                                                                                            |
| 3 september 2014 «onderlinge duels» 17:00 (UTC−4) | Dominicaanse Republiek | 0 – 1        | Saint Vincent en de Grenadines | Antigua Recreation Ground, Saint John's (Antigua en Barbuda) Scheidsrechter: Trevor Taylor |
| 3 september 2014 «onderlinge duels» 17:00 (UTC−4) |                        | 43' Anderson |                                | Antigua Recreation Ground, Saint John's (Antigua en Barbuda) Scheidsrechter: Trevor Taylor |

|                                                   |                                                                                 |       |          |                                                                                             |
| 3 september 2014 «onderlinge duels» 17:00 (UTC−4) | Antigua en Barbuda                                                              | 6 – 0 | Anguilla | Antigua Recreation Ground, Saint John's (Antigua en Barbuda) Scheidsrechter: Kevin Morrison |
| 3 september 2014 «onderlinge duels» 17:00 (UTC−4) | Jahraldo-Martin 8' Murtagh 35', 71' Harriette 41' Byers 55' Griffith 69' (pen.) |       |          | Antigua Recreation Ground, Saint John's (Antigua en Barbuda) Scheidsrechter: Kevin Morrison |

|                                                   |          |                                                 |                                |                                                                                           |
| 5 september 2014 «onderlinge duels» 19:00 (UTC−4) | Anguilla | 0 – 4                                           | Saint Vincent en de Grenadines | Antigua Recreation Ground, Saint John's (Antigua en Barbuda) Scheidsrechter: Kimbell Ward |
| 5 september 2014 «onderlinge duels» 19:00 (UTC−4) |          | 36' (pen.) Samuel 39', 77' Anderson 71' Solomon |                                | Antigua Recreation Ground, Saint John's (Antigua en Barbuda) Scheidsrechter: Kimbell Ward |

|                                                   |                      |       |                        |                                                                                              |
| 5 september 2014 «onderlinge duels» 19:00 (UTC−4) | Antigua en Barbuda   | 2 – 1 | Dominicaanse Republiek | Antigua Recreation Ground, Saint John's (Antigua en Barbuda) Scheidsrechter: Sherwin Johnson |
| 5 september 2014 «onderlinge duels» 19:00 (UTC−4) | Byers 65' Jarvis 70' |       | 21' (e.d.) Mack        | Antigua Recreation Ground, Saint John's (Antigua en Barbuda) Scheidsrechter: Sherwin Johnson |

|                                                   |          | |                        |                                                                                            |
| 7 september 2014 «onderlinge duels» 17:00 (UTC−4) | Anguilla | 0 – 10 | Dominicaanse Republiek | Antigua Recreation Ground, Saint John's (Antigua en Barbuda) Scheidsrechter: Trevor Taylor |
| 7 september 2014 «onderlinge duels» 17:00 (UTC−4) |          | 20' (e.d.) Kentish 32', 62' Beard 41', 53' Rodríguez 44' (pen.), 87' Faña Frías 86', 88' Peralta 90' Zayas |                        | Antigua Recreation Ground, Saint John's (Antigua en Barbuda) Scheidsrechter: Trevor Taylor |

|                                                   |                       |       |                                |                                                                                             |
| 7 september 2014 «onderlinge duels» 19:00 (UTC−4) | Antigua en Barbuda    | 2 – 1 | Saint Vincent en de Grenadines | Antigua Recreation Ground, Saint John's (Antigua en Barbuda) Scheidsrechter: Kevin Morrison |
| 7 september 2014 «onderlinge duels» 19:00 (UTC−4) | Thomas 81' Jarvis 90' |       | 45+1' Nazir McBurnette         | Antigua Recreation Ground, Saint John's (Antigua en Barbuda) Scheidsrechter: Kevin Morrison |

### Groep 6
| Land                 | Wed | Win | Gel | Ver | DV | DT | +/− | Ptn |                      |
| -------------------- | --- | --- | --- | --- | -- | -- | --- | --- | -------------------- |
| Saint Kitts en Nevis | 3   | 2   | 1   | 0   | 7  | 0  | +7  | 7   | Naar de tweede ronde |
| Saint Lucia          | 3   | 2   | 1   | 0   | 4  | 1  | +3  | 7   | Naar de tweede ronde |
| Guyana               | 3   | 0   | 1   | 2   | 0  | 4  | –4  | 1   |                      |
| Dominica             | 3   | 0   | 1   | 2   | 1  | 7  | –6  | 1   |                      |

|                                                   |          |       |        |                                                                                         |
| 3 september 2014 «onderlinge duels» 17:30 (UTC−4) | Dominica | 0 – 0 | Guyana | Warner Park Stadium, Basseterre (Saint Kitts en Nevis) Scheidsrechter: Christopher Reid |
| 3 september 2014 «onderlinge duels» 17:30 (UTC−4) |          |       |        | Warner Park Stadium, Basseterre (Saint Kitts en Nevis) Scheidsrechter: Christopher Reid |

|                                                   |                      |       |             |                                                                                       |
| 3 september 2014 «onderlinge duels» 20:30 (UTC−4) | Saint Kitts en Nevis | 0 – 0 | Saint Lucia | Warner Park Stadium, Basseterre (Saint Kitts en Nevis) Scheidsrechter: Ricardo Cerdas |
| 3 september 2014 «onderlinge duels» 20:30 (UTC−4) |                      |       |             | Warner Park Stadium, Basseterre (Saint Kitts en Nevis) Scheidsrechter: Ricardo Cerdas |

|                                                   |                         |       |        |                                                                                       |
| 5 september 2014 «onderlinge duels» 17:30 (UTC−4) | Saint Lucia             | 2 – 0 | Guyana | Warner Park Stadium, Basseterre (Saint Kitts en Nevis) Scheidsrechter: Henry Bejarano |
| 5 september 2014 «onderlinge duels» 17:30 (UTC−4) | Emmanuel 14' Joseph 84' |       |        | Warner Park Stadium, Basseterre (Saint Kitts en Nevis) Scheidsrechter: Henry Bejarano |

|                                                   |                                                                        |       |          |                                                                                        |
| 5 september 2014 «onderlinge duels» 20:30 (UTC−4) | Saint Kitts en Nevis                                                   | 5 – 0 | Dominica | Warner Park Stadium, Basseterre (Saint Kitts en Nevis) Scheidsrechter: Ricardo Montero |
| 5 september 2014 «onderlinge duels» 20:30 (UTC−4) | Lawrence 2' (e.d.) Sawyers 18' (pen.) Harris 29' Thomas 77' Leader 85' |       |          | Warner Park Stadium, Basseterre (Saint Kitts en Nevis) Scheidsrechter: Ricardo Montero |

|                                                   |          |       |                 |                                                                                        |
| 7 september 2014 «onderlinge duels» 17:30 (UTC−4) | Dominica | 1 – 2 | Saint Lucia     | Warner Park Stadium, Basseterre (Saint Kitts en Nevis) Scheidsrechter: Ricardo Montero |
| 7 september 2014 «onderlinge duels» 17:30 (UTC−4) | Wade 68' |       | 13', 76' Valcin | Warner Park Stadium, Basseterre (Saint Kitts en Nevis) Scheidsrechter: Ricardo Montero |

|                                                   |                       |       |        |                                                                                       |
| 7 september 2014 «onderlinge duels» 20:30 (UTC−4) | Saint Kitts en Nevis  | 2 – 0 | Guyana | Warner Park Stadium, Basseterre (Saint Kitts en Nevis) Scheidsrechter: Henry Bejarano |
| 7 september 2014 «onderlinge duels» 20:30 (UTC−4) | Thomas 53' Harris 60' |       |        | Warner Park Stadium, Basseterre (Saint Kitts en Nevis) Scheidsrechter: Henry Bejarano |

## Tweede ronde
Aan de tweede ronde van het kwalificatietoernooi deden 12 landen mee; Guadeloupe, Haïti en Trinidad en Tobago stroomden in deze ronde in en de andere 9 landen plaatsten zich via de eerste ronde. De nummers één en twee uit deze ronde plaatsten zich voor de Caribbean Cup 2014.

### Groep 7
| Land                   | Wed | Win | Gel | Ver | DV | DT | +/− | Ptn |                        |
| ---------------------- | --- | --- | --- | --- | -- | -- | --- | --- | ---------------------- |
| Trinidad en Tobago     | 3   | 3   | 0   | 0   | 9  | 1  | +8  | 9   | Naar het hoofdtoernooi |
| Antigua en Barbuda     | 3   | 1   | 1   | 1   | 2  | 2  | 0   | 4   | Naar het hoofdtoernooi |
| Dominicaanse Republiek | 3   | 1   | 1   | 1   | 4  | 8  | –4  | 4   |                        |
| Saint Lucia            | 3   | 0   | 0   | 3   | 3  | 7  | –4  | 0   |                        |

|                                                 |                        |       |               |                                                                              |
| 8 oktober 2014 «onderlinge duels» 18:00 (UTC−4) | Antigua en Barbuda     | 2 – 1 | Saint Lucia   | Ato Boldon Stadium, Couva (Trinidad en Tobago) Scheidsrechter: Trevor Taylor |
| 8 oktober 2014 «onderlinge duels» 18:00 (UTC−4) | Murtagh 67' Parker 90' |       | 42' Frederick | Ato Boldon Stadium, Couva (Trinidad en Tobago) Scheidsrechter: Trevor Taylor |

|                                                 |                                              |       |                        |                                                                               |
| 8 oktober 2014 «onderlinge duels» 20:15 (UTC−4) | Trinidad en Tobago                           | 6 – 1 | Dominicaanse Republiek | Ato Boldon Stadium, Couva (Trinidad en Tobago) Scheidsrechter: Kevin Morrison |
| 8 oktober 2014 «onderlinge duels» 20:15 (UTC−4) | Molino 2', 4', 24' Jones 40', 45' Caesar 75' |       | 88' Faña Frías         | Ato Boldon Stadium, Couva (Trinidad en Tobago) Scheidsrechter: Kevin Morrison |

|                                                  |                        |       |                    |                                                                             |
| 10 oktober 2014 «onderlinge duels» 18:00 (UTC−4) | Dominicaanse Republiek | 0 – 0 | Antigua en Barbuda | Ato Boldon Stadium, Couva (Trinidad en Tobago) Scheidsrechter: Dwight Royal |
| 10 oktober 2014 «onderlinge duels» 18:00 (UTC−4) |                        |       |                    | Ato Boldon Stadium, Couva (Trinidad en Tobago) Scheidsrechter: Dwight Royal |

|                                                  |                     |       |             |                                                                              |
| 10 oktober 2014 «onderlinge duels» 20:!5 (UTC−4) | Trinidad en Tobago  | 2 – 0 | Saint Lucia | Ato Boldon Stadium, Couva (Trinidad en Tobago) Scheidsrechter: Adrian Skeete |
| 10 oktober 2014 «onderlinge duels» 20:!5 (UTC−4) | Guerra 6' Jones 67' |       |             | Ato Boldon Stadium, Couva (Trinidad en Tobago) Scheidsrechter: Adrian Skeete |

|                                                  |                 |       |                                                |                                                                               |
| 12 oktober 2014 «onderlinge duels» 16:00 (UTC−4) | Saint Lucia     | 2 – 3 | Dominicaanse Republiek                         | Ato Boldon Stadium, Couva (Trinidad en Tobago) Scheidsrechter: Kevin Morrison |
| 12 oktober 2014 «onderlinge duels» 16:00 (UTC−4) | Polius 77', 87' |       | 1' (pen.) Faña Frías 71' Rodríguez 85' Navarro | Ato Boldon Stadium, Couva (Trinidad en Tobago) Scheidsrechter: Kevin Morrison |

|                                                  |                    |       |                    |                                                                              |
| 12 oktober 2014 «onderlinge duels» 18:15 (UTC−4) | Trinidad en Tobago | 1 – 0 | Antigua en Barbuda | Ato Boldon Stadium, Couva (Trinidad en Tobago) Scheidsrechter: Trevor Taylor |
| 12 oktober 2014 «onderlinge duels» 18:15 (UTC−4) | Molino 45+1'       |       |                    | Ato Boldon Stadium, Couva (Trinidad en Tobago) Scheidsrechter: Trevor Taylor |

### Groep 8
| Land                 | Wed | Win | Gel | Ver | DV | DT | +/− | Ptn |                        |
| -------------------- | --- | --- | --- | --- | -- | -- | --- | --- | ---------------------- |
| Haïti                | 3   | 1   | 2   | 0   | 6  | 4  | +2  | 5   | Naar het hoofdtoernooi |
| Frans-Guyana         | 3   | 1   | 1   | 1   | 5  | 4  | +1  | 4   | Naar het hoofdtoernooi |
| Saint Kitts en Nevis | 3   | 0   | 1   | 2   | 4  | 4  | 0   | 4   |                        |
| Barbados             | 3   | 1   | 0   | 2   | 5  | 8  | –3  | 3   |                        |

|                                                 |                            |       |                              |                                                                         |
| 8 oktober 2014 «onderlinge duels» 17:00 (UTC−4) | Saint Kitts en Nevis       | 2 – 3 | Barbados                     | Sylvio Catorstadion, Port-au-Prince (Haïti) Scheidsrechter: Neal Brizan |
| 8 oktober 2014 «onderlinge duels» 17:00 (UTC−4) | Elliott 12' Panayiotou 86' |       | 16' Joseph 24', 29' Lawrence | Sylvio Catorstadion, Port-au-Prince (Haïti) Scheidsrechter: Neal Brizan |

|                              |                       |       |                               |                                                                           |
| 8 oktober 2014 19:30 (UTC−4) | Haïti                 | 2 – 2 | Frans-Guyana                  | Sylvio Catorstadion, Port-au-Prince (Haïti) Scheidsrechter: Sandy Vásquez |
| 8 oktober 2014 19:30 (UTC−4) | Louis 29' Alcenat 45' |       | 30' Solvi 54' (e.d.) Zéphirin | Sylvio Catorstadion, Port-au-Prince (Haïti) Scheidsrechter: Sandy Vásquez |

|                               |                 |       |                        |                                                                                 |
| 10 oktober 2014 17:00 (UTC−4) | Frans-Guyana    | 1 – 2 | Saint Kitts en Nevis   | Sylvio Catorstadion, Port-au-Prince (Haïti) Scheidsrechter: Juan Carlos Hidalgo |
| 10 oktober 2014 17:00 (UTC−4) | Gab. Pigrée 66' |       | 25' Mitchum 77' Hanley | Sylvio Catorstadion, Port-au-Prince (Haïti) Scheidsrechter: Juan Carlos Hidalgo |

|                                                  |                                          |       |                             |                                                                              |
| 10 oktober 2014 «onderlinge duels» 19:30 (UTC−4) | Haïti                                    | 4 – 2 | Barbados                    | Sylvio Catorstadion, Port-au-Prince (Haïti) Scheidsrechter: William Anderson |
| 10 oktober 2014 «onderlinge duels» 19:30 (UTC−4) | Belfort 3', 43' Guerrier 27' Alcenat 67' |       | 37' Harte 45' (e.d.) Bertin | Sylvio Catorstadion, Port-au-Prince (Haïti) Scheidsrechter: William Anderson |

|                               |          |                            |              |                                                                         |
| 12 oktober 2014 17:00 (UTC−4) | Barbados | 0 – 2                      | Frans-Guyana | Sylvio Catorstadion, Port-au-Prince (Haïti) Scheidsrechter: Neal Brizan |
| 12 oktober 2014 17:00 (UTC−4) |          | 45' Fabien 55' Gab. Pigrée |              | Sylvio Catorstadion, Port-au-Prince (Haïti) Scheidsrechter: Neal Brizan |

|                                                  |       |       |                      |                                                                              |
| 12 oktober 2014 «onderlinge duels» 19:30 (UTC−4) | Haïti | 0 – 0 | Saint Kitts en Nevis | Sylvio Catorstadion, Port-au-Prince (Haïti) Scheidsrechter: William Anderson |
| 12 oktober 2014 «onderlinge duels» 19:30 (UTC−4) |       |       |                      | Sylvio Catorstadion, Port-au-Prince (Haïti) Scheidsrechter: William Anderson |

### Groep 9
| Land                           | Wed | Win | Gel | Ver | DV | DT | +/− | Ptn |                        |
| ------------------------------ | --- | --- | --- | --- | -- | -- | --- | --- | ---------------------- |
| Martinique                     | 3   | 2   | 1   | 0   | 7  | 5  | +2  | 7   | Naar het hoofdtoernooi |
| Curaçao                        | 3   | 1   | 1   | 1   | 2  | 2  | 0   | 4   | Naar het hoofdtoernooi |
| Guadeloupe                     | 3   | 1   | 0   | 2   | 4  | 4  | 0   | 3   |                        |
| Saint Vincent en de Grenadines | 3   | 1   | 0   | 2   | 5  | 7  | –2  | 3   |                        |

|                              |                 |       |             |                                                                                        |
| 8 oktober 2014 18:00 (UTC−4) | Curaçao         | 1 – 1 | Martinique  | Stade René Serge Nabajoth, Les Abymes (Guadeloupe) Scheidsrechter: Christophel Stewart |
| 8 oktober 2014 18:00 (UTC−4) | V. Merencia 90' |       | 51' Faubert | Stade René Serge Nabajoth, Les Abymes (Guadeloupe) Scheidsrechter: Christophel Stewart |

|                              |                                   |       |                                |                                                                               |
| 8 oktober 2014 20:30 (UTC−4) | Guadeloupe                        | 3 – 1 | Saint Vincent en de Grenadines | Stade René Serge Nabajoth, Les Abymes (Guadeloupe) Scheidsrechter: Leo Clarke |
| 8 oktober 2014 20:30 (UTC−4) | Gamiette 41' Gotin 53' Nestor 69' |       | 46' Samuel                     | Stade René Serge Nabajoth, Les Abymes (Guadeloupe) Scheidsrechter: Leo Clarke |

|                                                  |                                |       |         |                                                                                  |
| 10 oktober 2014 «onderlinge duels» 18:00 (UTC−4) | Saint Vincent en de Grenadines | 1 – 0 | Curaçao | Stade René Serge Nabajoth, Les Abymes (Guadeloupe) Scheidsrechter: Bryan Willett |
| 10 oktober 2014 «onderlinge duels» 18:00 (UTC−4) | Anderson 4'                    |       |         | Stade René Serge Nabajoth, Les Abymes (Guadeloupe) Scheidsrechter: Bryan Willett |

|                               |             |       |                 |                                                                                    |
| 10 oktober 2014 20:30 (UTC−4) | Guadeloupe  | 1 – 2 | Martinique      | Stade René Serge Nabajoth, Les Abymes (Guadeloupe) Scheidsrechter: Wilson Da Costa |
| 10 oktober 2014 20:30 (UTC−4) | Vouteau 90' |       | 4', 66' Faubert | Stade René Serge Nabajoth, Les Abymes (Guadeloupe) Scheidsrechter: Wilson Da Costa |

|                               |                                     |       |                                |                                                                                    |
| 12 oktober 2014 18:00 (UTC−4) | Martinique                          | 4 – 3 | Saint Vincent en de Grenadines | Stade René Serge Nabajoth, Les Abymes (Guadeloupe) Scheidsrechter: Wilson Da Costa |
| 12 oktober 2014 18:00 (UTC−4) | Crétinoir 54', 69' Faubert 80', 85' |       | 26', 69' Stewart 66' Anderson  | Stade René Serge Nabajoth, Les Abymes (Guadeloupe) Scheidsrechter: Wilson Da Costa |

|                               |            |                   |         |                                                                               |
| 12 oktober 2014 20:30 (UTC−4) | Guadeloupe | 0 – 1             | Curaçao | Stade René Serge Nabajoth, Les Abymes (Guadeloupe) Scheidsrechter: Leo Clarke |
| 12 oktober 2014 20:30 (UTC−4) |            | 90+3' P. Merencia |         | Stade René Serge Nabajoth, Les Abymes (Guadeloupe) Scheidsrechter: Leo Clarke |

## Geplaatst voor eindronde
| Ploeg              | Kwalificatie    | Aantal deelnames | Beste prestatie | FIFA-ranglijst (oktober) |
| ------------------ | --------------- | ---------------- | --------------- | ------------------------ |
| Jamaica            | Gastland        | 15               | Winnaar         | 113                      |
| Cuba               | Titelverdediger | 11               | Winnaar         | 112                      |
| Trinidad en Tobago | nr. 1 Groep 7   | 18               | Winnaar         | 49                       |
| Antigua en Barbuda | nr. 2 Groep 7   | 8                | Vierde plaats   | 70                       |
| Haïti              | nr. 1 Groep 8   | 9                | Winnaar         | 93                       |
| Frans-Guyana       | nr. 2 Groep 8   | 3                | Eerste ronde    | n.v.t.¹                  |
| Martinique         | nr. 1 Groep 9   | 12               | Winnaar         | n.v.t.¹                  |
| Curaçao            | nr. 2 Groep 9   | 3²               | Vierde plaats   | 147                      |

1. Frans-Guyana en Martinique zijn geen lid van de FIFA en staan daarom niet op de FIFA-wereldranglijst.
2. Dit is inclusief de deelnames van de voormalige Nederlandse Antillen.